# Parasabella brevithoracica
Parasabella brevithoracica är en ringmaskart som först beskrevs av Pillai 1961.  Parasabella brevithoracica ingår i släktet Parasabella och familjen Sabellidae. Inga underarter finns listade i Catalogue of Life.